# Cremastus bulbosus
Cremastus bulbosus är en stekelart som beskrevs av Dasch 1979. Cremastus bulbosus ingår i släktet Cremastus och familjen brokparasitsteklar. Inga underarter finns listade i Catalogue of Life.